# Žirjatinskij rajon
Lo Žirjatinskij rajon (in russo Жирятинский район?) è un rajon dell'Oblast' di Brjansk, nella Russia europea; il capoluogo è Žirjatino. Istituito nel 1929, ricopre una superficie di 750 chilometri quadrati e nel 2010 ospitava una popolazione di 7.492 abitanti.